# Ансин (Француска)
Ансин (фр. Ancinnes) је насељено место у Француској у региону Лоара, у департману Сарт.
По подацима из 2011. године у општини је живело 917 становника, а густина насељености је износила 33,7 становника/km².

## Демографија
| 1962. | 1968. | 1975. | 1982. | 1990. | 2011. |
| ----- | ----- | ----- | ----- | ----- | ----- |
| 710   | 711   | 675   | 862   | 916   | 917   |